# Чемпионат мира по шорт-треку среди юниоров 2009
Чемпионат мира по шорт-треку среди юниоров 2008 года проходил с 9-11 января в Шербруке (Канада).
Чемпионат включает в себя четыре дистанции — 500, 1000, 1500 и 1500 метров — суперфинал. На дистанциях сначала проводятся предварительные забеги, затем лучшие шорт-трекисты участвуют в финальных забегах. Чемпионом мира становится спортсмен, набравший наибольшую сумму очков по итогам четырёх дистанций. В случае равенства набранных очков преимущество отдаётся спортсмену занявшему более высокое место в суперфинале на дистанции 1500 м. Также проводятся с 2001 года эстафеты у девушек и у юношей на 2000 м. С 2019 года абсолютный чемпион не разыгрывается.

## Общий медальный зачёт
| Место | Страна           | Золото | Серебро | Бронза | Всего |
| ----- | ---------------- | ------ | ------- | ------ | ----- |
| 1     | Республика Корея | 6      | 5       | 6      | 17    |
| 2     | США              | 2      | 0       | 1      | 3     |
| 3     | Канада           | 1      | 2       | 3      | 6     |
| 4     | Италия           | 1      | 1       | 0      | 2     |
| 5     | Китай            | 0      | 1       | 0      | 1     |
| 6     | Венгрия          | 0      | 1       | 0      | 1     |

## Медалисты

### Юноши
| Дисциплина        | Золото                                         | Серебро                         | Бронза                          |
| ----------------- | ---------------------------------------------- | ------------------------------- | ------------------------------- |
| 500 м             | Джон Сельски США                               | Виктор Кнох Венгрия             | Ё Дон Кун Республика Корея      |
| 1000 м            | Ё Дон Кун Республика Корея                     | Антуан Желина-Больё Канада      | Максим Фортен Канада            |
| 1500 м            | Ум Чхон Хо Республика Корея                    | Сон Сын Ву Республика Корея     | Антуан Желина-Больё Канада      |
| 1500 м суперфинал | Ум Чхон Хо Республика Корея                    | Джон Сельски США                | Ё Дон Кун Республика Корея      |
| Многоборье        | Ум Чхон Хо Республика Корея                    | Ё Дон Кун Республика Корея      | Джон Сельски США                |
| Эстафета-2000 м   | Джон Сельски Джонатан Сермено Эдуардо Альварес | Сюй Пэн Лян Вэньхао Чэнь Шанпен | Ум Чхон Хо Ё Дон Кун Сон Сын Ву |

### Девушки
| Дисциплина        | Золото                                                         | Серебро                                                               | Бронза                                                            |
| ----------------- | -------------------------------------------------------------- | --------------------------------------------------------------------- | ----------------------------------------------------------------- |
| 500 м             | Марианна Сен-Желе Канада                                       | Арианна Фонтана Италия                                                | Валери Мальте Канада                                              |
| 1000 м            | Но А Реум Республика Корея                                     | Ли Ын Бюль Республика Корея                                           | Ли Мин Ё Республика Корея                                         |
| 1500 м            | Но А Реум Республика Корея                                     | Ли Ын Бюль Республика Корея                                           | Ли Мин Ё Республика Корея                                         |
| 1500 м суперфинап | Ли Ын Бюль Республика Корея                                    | Ли Мин Ё Республика Корея                                             | Но А Реум Республика Корея                                        |
| Многоборье        | Но А Реум Республика Корея                                     | Ли Ын Бюль Республика Корея                                           | Ли Мин Ё Республика Корея                                         |
| Эстафета-2000 м   | Арианна Фонтана Мартина Вальчепина Лючия Перетти Элена Вивьяни | Марианна Сен-Желе Валери Мальте Ивани Блонден Мари-Андре Мендес-Кампо | Республика Корея · Ли Ын Бюль · Но А Реум · Ли Мин Ё · Сон Су Мин |